# شمشیربازی در المپیک تابستانی ۲۰۰۴ – اپه تیمی زنان
اپه تیمی زنان (انگلیسی: Fencing at the 2004 Summer Olympics – Women's team épée) یکی از رقابت‌های شمشیربازی در بازی‌های المپیک تابستانی ۲۰۰۴ بود که در آتن برگزار شد. در مجموع ۳۳ زن از نه ملیت در این رقابت‌ها حضور داشتند. این رقابت‌ها در ۲۰ اوت برگزار شد.

## مدال‌آوران
| طلا                                                                                   | نقره                                                         | برنز                                                                                       |
| روسیه (RUS) · کارینا آزناووریان · اوکسانا یرماکووا · Tatiana Logounova · Anna Sivkova | آلمان (GER) · Claudia Bokel · Imke Duplitzer · بریتا هایدمان | فرانسه (FRA) · Sarah Daninthe · لورا فلسل-کولوویک · Hajnalka Kiraly Picot · Maureen Nisima |